# Gouvernement militaire américain des Îles Philippines
Ne doit pas être confondu avec Gouvernement insulaire des Îles Philippines.
1898–1902
Entités précédentes :
- Indes orientales espagnoles
- Première République

Entités suivantes :
- Gouvernement insulaire des Îles Philippines

Le gouvernement militaire américain des Îles Philippines, en anglais United States Military Government of the Philippine Islands, en espagnol Gobierno militar estadounidense de las Islas Filipinas, en tagalog Pamahalaang Panghukbo ng Estados Unidos sa Kapuluan ng Pilipinas, est le régime politique en vigueur aux Philippines entre 1898 et 1902. Il fait suite à la guerre hispano-américaine qui voit la souveraineté de l'archipel passer de l'empire colonial espagnol à celui des États-Unis. Ce gouvernement militaire sera remplacé par un gouvernement civil sous la forme d'un commonwealth avec les États-Unis.